# Elisabeth Joest
Elisabeth Joest (geborene Elisabeth Krüger; * 19. Juli 1893 in Karlsruhe; † nach 1927) war eine deutsche Schriftstellerin.
Joests Vater war großherzoglich badischer Justizsekretär, zunächst in Karlsruhe, später in Heidelberg. Als sie 9 Jahre alt war, starb ihre Mutter. Schon mit 11 Jahren begann sie dann, durchaus unkindliche Gedichte zu schreiben, zum Beispiel:
Schwere Zeit

Alles ist Hoheit

Vor einer Stunde noch lächelnde Grimassen

Ich bin geächtet. —

Irgend jemand

spricht von Gift und zerrütteter Jugend.

Ich besinne mich. —

Hinter der schwarzen Tafel

Leuchtet auf geographischer Karte

Ein anderer Erdteil. —

Und ich lache!
Zwischen 1918 und 1920 veröffentlichte sie Lyrik und Prosa in den expressionistischen Literaturzeitschriften Die Flöte und Saturn. 1919 erschien ein Band mit Novellen im Münchner Georg Müller Verlag.
In den 1920er Jahren lieferte sie unter dem Namen Elisabeth Joest-Krüger Beiträge im Berliner Tageblatt und in der Frankfurter Zeitung.

## Werke
- Jens Palmström. Novellen. Georg Müller, München 1919.
- Sternbild am frühen Firmament. Gedichte. Coburg 1920.
- Der Eibenstrauß des Knaben. Erzählungen. Sponholtz, Hannover 1920.
- Das Todesurteil. Prosa. F. Schneider, Berlin-Schöneberg 1920.
- Vibrationen. Roman. Georg Müller, München 1920.